# Самадова, Фотима
Фотима Самадова (род. 3 марта 1932, Худжанд, Таджикская ССР, СССР) ― советский, таджикский педагог, Народный учитель СССР (1985).

## Биография
Фотима Самадова родилась 3 марта 1932 года в Худжанде (Таджикистан) в семье рабочего.
После окончания средней общеобразовательной школы № 1 в 1949 году поступила на физико-метематический факультет Ленинабадского педагогического института, который успешно закончила в 1954 году. В студенческие годы получала Сталинскую стипендию.
Свою педагогическую деятельность начала в СШ № 1 Худжанта, где преподавала на таджикском и русском языках. В работе внедряла новые методы обучения.
Учитывая педагогическое мастерство, была назначена директором постоянно действующей школы усовершенствования квалификации. Занимала должность руководителя методического союза города. Выступала с опытом своей работы на городских, областных и республиканских методических мероприятиях.
Была делегатом Всесоюзного съезда учителей в 1978 году.
В 1978 году в журнале «Математика в школе» была напечатана её статья «Учащиеся на уроках математики», а в 1981 году в журнале «Мактаби совети» — статья «Проблемное обучение на уроках математики».
В 2013 году ещё продолжала свою преподавательскую деятельность в гимназии № 4 Худжанда в качестве консультанта по математике.

## Звания и награды
- Народный учитель СССР (1985)
- Орден Трудового Красного Знамени
- Значок «Отличник просвещения СССР»
- Грамоты Президиума Верховного Совета Таджикской ССР и Министерства образования Таджикской ССР